# Badgingarra Nemzeti Park
A Badgingarra Nemzeti Park Nyugat-Ausztráliában található, Perthtől 190 kilométernyire északra, Badgingarra város szomszédságában, a Brand Highway útvonal mentén.  
A nemzeti park 13 108 hektáros területén nagy kiterjedésű, leszakadó, hullámzó homoksíkságok találhatóak. A park nevezetes az itt élő hihetetlen változatosságú és számú endemikus vadvirágok sokaságáról. A Mullering Brook vág át a park területén, amely mentén mocsaras területek alakultak ki.
A területen többnyire alacsony növésű bozótosok találhatóak, melyek közt fellelhető az Eucalyptus macrocarpa, a Conospermum nemzetség tagjai, a Banksia nemzetség tagjai, a Verticordia nemzetség tagjai, a Kengurumancs nemzetség tagjai, illetve az Eucalyptus pendens tagjai is. A területet az erdőpusztulás fenyegeti.
Az itt élő vadvirágok széles palettájáról példának okáért érdemes megemlíteni a Hakea növénynemzetség, a próteafélék, illetve az eukaliptuszfélék tagjait.
A számos itt élő állatfaj közül a nyugati szürke óriáskenguru, az emu, a túzokfélék, illetve az ékfarkú sas kiemelendő.

## Fordítás
Ez a szócikk részben vagy egészben  a   Badgingarra National Park című angol Wikipédia-szócikk ezen változatának fordításán alapul.  Az eredeti cikk szerkesztőit annak laptörténete sorolja fel. Ez a jelzés csupán a megfogalmazás eredetét és a szerzői jogokat jelzi, nem szolgál a cikkben szereplő információk forrásmegjelöléseként.